# Федеральное агентство расследований
Федеральное агентство расследований (ФАР; исп. Agenсіа Federal de Investigасіоn, AFI) (правильный вариант прочтения: [а-эф-ай]) — бывший орган внутренней разведки и одновременно федеральная правоохранительная структура Мексики.
Федеральное агентство расследований (ФАР) являло собой силовую структуру в подчинении генерального прокурора. ФАР был основным органом антинаркотической деятельности Мексики. В его полномочия входило расследование нарушений федерального законодательства федерального государства и обеспечение безопасности государства, нации и президента, в том числе путём сбора разведывательных данных агентурными и техническими средствами.

## История
Федеральное агентство расследований (AFI) было создано указом исполнительной власти Мексики, 1 ноября 2001 года. Служба была создана по проекту Карлоса Паредеса Лейвы, как часть государственной политики в ответ на необходимость развития схемы, которую бывшая Федеральная судебная полиция действовала в качестве главного правоохранительного органа, чтобы повышать эффективность и действенность в борьбе с организованной преступнностью.
В течение шестилетнего срока президента Висенте Фокса ФАР приобрело репутацию образцовой полицейской структуры страны, следуя международным стандартам и получив широкое признание во всем мире. 15 декабря 2006 г. президент Фелипе Кальдерон в рамках Национальной стратегии по борьбы с преступностью объединил командование ФАР и Федеральной превентивной полиции, сформировав единую «Федеральную полицию». Этот орган просуществовал около двух лет, после чего Конгресс отменил инициативу.

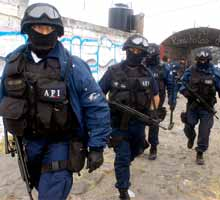
Сотрудники ФАР в штате Мичоакан. Февраль 2007 год.

ФАР было гражданским правоохранительным органом, хотя и пополнилась бывшими военными; Персонал агентства проходил обучение в условиях, приближённых к военным, но выполнял свои функции в соответствии с гражданскими законами, установленными Конституцией и Уголовным кодексом Мексики.
23 июля 2012 года правительство решило упразднить агентство, и создало Федеральную министерскую полицию. 21 сентября 2012 года, Федеральное агентство расследований официально расформировали, и вместо него создали новой Федеральной министерской полиции.

## Задачи
Основными задачами ФАР являлись:
- обеспечение контроля за оборотом наркотиков и борьба с наркоторговлей;
- выявление, предупреждение, пресечение, раскрытие и предварительное расследование преступлений в нарко сфере;
- координация деятельности органов исполнительной власти по противодействию незаконному обороту наркотиков.